# Solange Jesus
Solange Jesus (* 7. Januar 1987 in Oliveira do Bairro) ist eine portugiesische Leichtathletin, die sich auf den Langstreckenlauf spezialisiert hat. Im Jahr 2021 verließ sie ihren bisherigen Verein Sporting Lissabon und startet seither für den CD Feirense.
Sie arbeitet neben ihrer Leichtathletikkarriere weiterhin bei einem Logistikunternehmen in Águeda.

## Sportliche Laufbahn
Als Jugendliche begann sie im Verein Adercus mit Langstrecken und Hürdenlauf. Erste internationale Erfahrungen sammelte Solange Jesus im Jahr 2005, als sie bei den Junioreneuropameisterschaften in Kaunas mit 11:05,96 min in der Vorrunde über 3000 m Hindernis ausschied.
Im Jahr darauf wurde sie portugiesische Meisterin über 3000 Meter und über 3000 Meter Hürden. Damit qualifizierte sie sich für die Junioren-WM 2006 in Peking, wo sie mit 10:44,24 min ihren eigenen portugiesischen Rekord über 3000 Meter Hindernislauf weiter verbesserte, jedoch den Finaleinzug verpasste.
Im Dezember 2006 wurde sie bei den Crosslauf-Europameisterschaften in San Giorgio su Legnano nach 14:28 min 25. im Juniorinnenrennen. Bei den Crosslauf-Europameisterschaften 2008 in Brüssel wurde sie in 23:23 min 50. im U23-Rennen und im Jahr darauf belegte sie bei den U23-Europameisterschaften in Kaunas in 10:31,98 min den neunten Platz im Hindernislauf. Im Dezember gelangte sie bei den Crosslauf-Europameisterschaften in Dublin nach 22:30 min auf den 30. Platz im U23-Rennen. 2010 wechselte sie von Adercus zur Leichtathletikabteilung von Sporting Lissabon.
2018 wurde sie rückwirkend von 2016 bis 2019 wegen eines Dopingverstoßes gesperrt. 
2021 wechselte sie zur Leichtathletikabteilung des CD Feirense. 2022 wurde sie portugiesische Straßenmeisterin und startete im Marathonlauf bei den Europameisterschaften in München, musste aber dort ihr Rennen vorzeitig beenden. Im Jahr darauf wurde sie bei den Weltmeisterschaften in Budapest in 2:45:08 h 60. und 2024 erreichte sie bei den Europameisterschaften in Rom nach 1:12:03 h Rang 28 im Halbmarathon. Im Dezember wurde sie dann bei den Crosslauf-EM in Antalya nach 28:28 min 69. im Einzelrennen. Bei den Straßenlauf-Europameisterschaften 2025 in Löwen belegte sie in 2:29:39 h den sechsten Platz über die Marathondistanz.

## Persönliche Bestzeiten
- 10-km-Straßenlauf: 33:19 min, 12. Dezember 2021 in Lissabon
- Halbmarathon: 1:12:03 h, 9. Juni 2024 in Rom
- Marathon: 2:27:30 h, 18. Februar 2024 in Sevilla
- 3000 m Hindernis: 10:01,00 min, 25. Juli 2009 in Seixal